# Juri Maximowitsch Slobodkin
Juri Maximowitsch Slobodkin (russisch Юрий Максимович Слободкин, wiss. Transliteration Jurij Maksimovič Slobodkin; * 7. November 1939 in Malyje Lomy, Distrikt Tumanowo; † Juli 2014) war ein sowjetisch-russischer Jurist und Politiker.

## Leben
Nachdem er von 1958 bis 1961 seinen Wehrdienst in der Region Tjeljabinsk abgeleistet hatte, studierte er anschließend bis 1965 in Swerdlowsk (Jekaterinburg). 1965 wurde er Richter des Volksgerichtshofes in der Stadt Solnetjnogorsk (im Gebiet Moskau). 
Slobodkin gehörte von 1990 bis 1993 für Tuwa dem Kongress der Volksdeputierten der RSFSR an. Er war einer der schärfsten Kritiker Boris Jelzins. In einer Parlamentsrede warf er dem „internationale[n] Finanz- und Spekulationskapital“ vor, Jelzins „Diktatur“ zu unterstützen und zu versuchen, dem verarmten Russland einen „primitiven, brutalen und räuberischen Kapitalismus“ aufzuzwingen. Vom 26. Mai bis 30. November 1992 untersuchte er die Akten zum Massaker von Katyn.
Slobodkin lehrte Rechtswissenschaften am Moskauer Pädagogischen Institut.